# Bara (Slowakei)
Bara (ungarisch Bari) ist ein kleiner Ort mit etwa 350 Einwohnern in der südöstlichen Slowakei in der Nähe des Grenzortes Slovenské Nové Mesto zu Ungarn.
Die Gemeinde entstand 1960 durch den Zusammenschluss der beiden Orte Malá Bara (ungarisch Kisbári) und Veľká Bara (ungarisch Nagybári) und liegt an den südlichen Ausläufern des Sempliner Gebirges im bekannten Tokajer Weingebiet.
Die Orte wurden 1296 zum ersten Mal urkundlich als Bary (eine slowakische Pluralform; Etymologie des Wortstammes ist umstritten, kommt wahrscheinlich vom Wort für „Sumpf“) erwähnt. Die heute vorwiegend ungarischsprachigen Einwohner beschäftigen sich vor allem mit Landwirtschaft und dem Weinbau.
Bis 1918 gehörte die Gemeinde im Komitat Semplin zum Königreich Ungarn und kam dann zur neu entstandenen Tschechoslowakei. Durch den Ersten Wiener Schiedsspruch kam sie von 1938 bis 1945 kurzzeitig wieder zu Ungarn.

## Bevölkerung
| Jahr                | 1994 | 2004    | 2014     | 2024     |
| ------------------- | ---- | ------- | -------- | -------- |
| Anzahl der Personen | 348  | 349     | 301      | 267      |
| Unterschied         |      | +0,28 % | −13,75 % | −11,29 % |

| Jahr                | 2023 | 2024    |
| ------------------- | ---- | ------- |
| Anzahl der Personen | 271  | 267     |
| Unterschied         |      | −1,47 % |